# Искирь (река)
Искирь — река в России, протекает в Бардымском районе Пермского края. Устье реки находится в 12 км по левому берегу реки Тунтор. Длина реки составляет 15 км. В 3,7 км от устья, по левому берегу реки впадает река Тулач.
Исток находится в южной части Тулвинской возвышенности в 5 км к северу от деревни Батырбай. Течёт на северо-запад. Притоки — Тулач, Малый Тулач (оба — левые). Верхнее течение проходит по ненаселённому лесному массиву, в нижнем течении на реке стоит деревня Искирь. Чуть ниже деревни Искирь впадает в Тунтор.

## Данные водного реестра
По данным государственного водного реестра России относится к Камскому бассейновому округу, водохозяйственный участок реки — Кама от Камского гидроузла до Воткинского гидроузла, речной подбассейн реки — бассейны притоков Камы до впадения Белой. Речной бассейн реки — Кама.
Код объекта в государственном водном реестре — 10010101012111100014981.